# Saint-Lager
Saint-Lager är en kommun i departementet Rhône i regionen Auvergne-Rhône-Alpes i östra Frankrike. Kommunen ligger i kantonen Belleville som tillhör arrondissementet Villefranche-sur-Saône. År 2022 hade Saint-Lager 1 051 invånare.

## Befolkningsutveckling
Antalet invånare i kommunen Saint-Lager
| Referens: INSEE |